# Bennie Wijnstekers
Hubertus Johannes Nicolaas „Bennie“ Wijnstekers (* 31. August 1955 in Rotterdam) ist ein ehemaliger niederländischer Fußballspieler.

## Karriere
Wijnstekers begann seine Karriere bei Feyenoord Rotterdam im Jahre 1975. Er blieb insgesamt 13 Jahre beim Stadionclub. Er gewann dort zweimal den niederländischen Pokal und einmal die niederländische Meisterschaft. 1988 wechselte der Verteidiger nach Belgien zum KRC Mechelen. Von 1990 bis 1991 ließ er seine Karriere bei Germinal Ekeren ausklingen.
International spielte Wijnstekers 36 Mal für die niederländische Fußballnationalmannschaft und erzielte einen Treffer. Er nahm an der Fußball-Europameisterschaft 1980 in Italien teil, wo die Niederlande in der Gruppenphase als Gruppendritter ausschieden.

## Erfolge
- 1× niederländischer Meister (1984)
- 2× niederländischer Pokalsieger (1980, 1984)